# Kaman (Kırşehir)

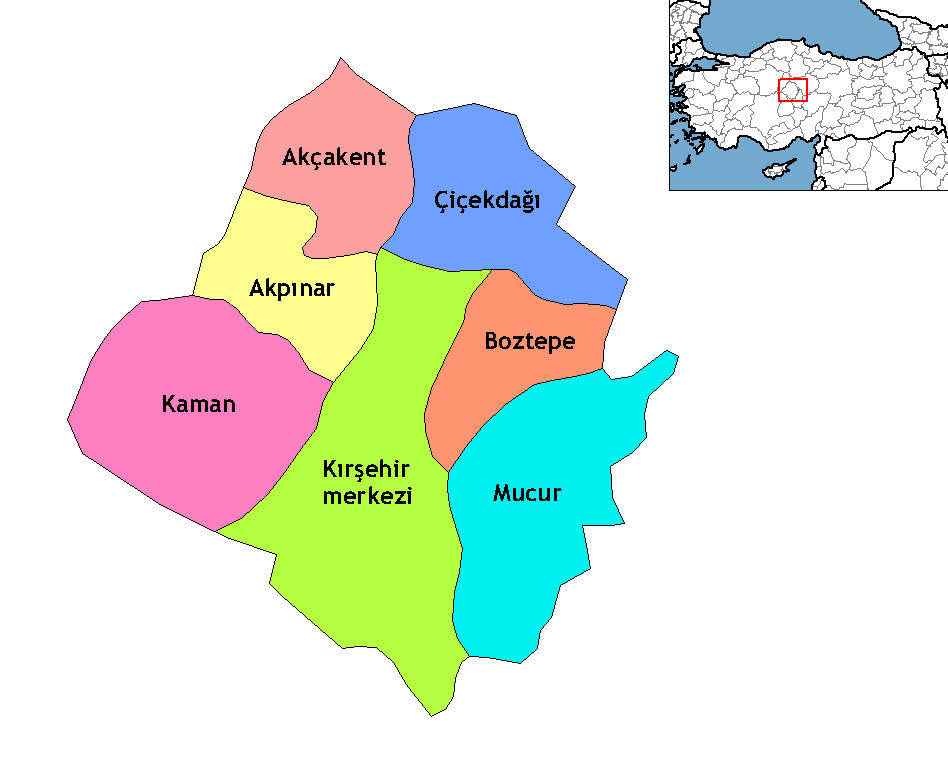
Ilçe der Provinz Kırşehir

Kaman ist eine Stadt und Hauptort des gleichnamigen Landkreises in der Provinz Kırşehir in Zentralanatolien (türk. İç Anadolu).

## Geographie

### Lage und Namen
Der Kreis Kaman liegt im Westen der Provinz Kırşehir am Mittellauf des dort zum Hirfanlı-Stausee aufgestauten Kızılırmak, der die Südwestgrenze des Kreises bildet und dann sich nach größter Annäherung an den zentralanatolischen Salzsee („Tuz Gölü“) in einem Bogen nach Norden wendet und ins Schwarze Meer mündet.
Der Landkreis liegt in einem der geologisch ältesten Teile der Türkei, dem Kırşehir-Massiv, einem bereits prävariszisch stabilisierten alten Festlandskraton.
Südlich von Kaman erstreckt sich ostsüdöstlich bis Kırşehir der Gebirgszug des Baranlı Dağı (1963 m) mit den weiteren Gipfeln Ali Üllez Dağı (1528 m), Topakkaya Dağı (1300 m) und der Buzluk Dağı (1609 m).
Der Hirfanlı-Stausee und daran anschließend der Kızılırmak bis unterhalb des Kesikköprü-Stausees bilden (mit einem kleinen Brückenkopf bei der Ortschaft Kesikköprü) die Süd-, Südwest- und Westgrenze des Kreises zur Provinz Ankara. Jenseits des Hirfanlı-Stausees liegt der Kreis Şereflikoçhisar, anschließend ab kurz vor dem Ausfluss des Kızılırmak aus dem Hirfanlı-Stausee jenseits von See und Fluss der Kreis Balâ dieser Provinz. Daran anschließend im Westen und Nordwesten grenzt der Landkreis Kaman an die Kreise Çelebi und Keskin der Provinz Kırıkkale, sodann im Norden an den Kreis Akpınar und im Osten an den zentralen Landkreis (Merkez) der Provinz Kırşehir.
Der Name Kaman soll aus dem Namen der bei Strabon und Claudius Ptolemäus erwähnten antiken Region Chamanene (auch: Chammanene, Kammanene) abgeleitet sein.
Dabei handelte es sich um eine administrative Unterteilung (Strategie) im Westen des Königreichs und der späteren römischen Provinz Kappadokien an der Grenze zu Galatien und Pontos.

### Klima und Vegetation
Das Klima wird durch die Lage im Inneren der anatolischen Halbinsel zwischen zwei Binnenmeeren, die zudem hinter Bergketten liegen, seine Höhe über dem Meeresspiegel und die Lage südlich des 40. Breitengrades geprägt.
Das Klima ist kontinental. Die Winter sind kühl bis kalt. Es kommen sowohl Frosttemperaturen als auch Schneefälle und Perioden mit geschlossener Schneedecke vor. Die Sommer sind warm bis heiß und trocken. Bedingt durch die schnellere Erwärmung des Festlands, ziehen im Frühjahr die Tiefdruckgebiete vom Mittelmeer nicht wie im Winter über das Schwarze Meer und das östliche Mittelmeer, sondern über Zentralanatolien und sorgen dort für ein ausgeprägtes Niederschlagsmaximum in den Monaten April–Mai. Auswirkungen eines Höhentieftroges über Osteuropa führen zu Schlechtwetterlagen, insbesondere zu Starkregen im Frühjahr bis weit in den Frühsommer und sogar im Hochsommer zu wolkenreichen, relativ kühlen Witterungsperioden.
Das Niederschlagsmaximum im Frühjahr begünstigt den Regenfeldbau, da die meisten der angebauten Nutzpflanzen ihre Vegetationsperiode während dieser Zeit haben.
Die ursprünglichen Kiefern- und Eichenwälder der Region sind vollständig gerodet, lediglich westlich der Kreis- und Provinzgrenze führt in der Provinz Ankara die Straße von Kaman nach Ankara bei der Ortschaft Beynam an Resten des ursprünglich auch in Zentralanatolien verbreiteten Waldes (Beynam Ormanı) vorbei. Abgesehen von Eichenschonungen bei den Ortschaften Ömerkahya, Yazıyolu, Bayındır und Hamit findet man entlang der Gewässerläufe und in der Umgebung von Ortschaften Pappeln- und Weidenbestände, in den Ortschaften und um sie herum auch Obstbäume.

### Landkreis
Der Landkreis Kaman wurde am 1. September 1944 gebildet und ist nach dem zentralen Landkreis (Merkez) Kırşehir der zweitgrößte der Provinz. Auch hinsichtlich seiner Einwohnerzahl liegt er an zweiter Stelle. Der Kreis hat mit 27,5 Einwohnern je km² die zweithöchste Bevölkerungsdichte in der Provinz. Etwas über die Hälfte der Einwohner (2020: 60,4 %) lebt im Hauptort des Landkreises. Die Stadtgemeinde Kaman ist die zweitgrößte der zehn Gemeinden in der Provinz. Der Kreis besteht neben der Kreisstadt mit Kurancılı (1927 Einw.) aus einer weiteren Gemeinde, die im Türkischen auch als kasaba (etwa: Kleinstadt, Flecken) bezeichnet wird. Die weiteren 2014 noch bestehenden 9 Gemeinden (Belde) wurden bis 2020 wegen Unterschreitens der erforderlichen Einwohnerzahl aufgelöst und zu Dörfern (Köy) herabgestuft.
Des Weiteren existieren noch 50 Dörfer (Köy) im Kreis, die einem Muhtar unterstehen. Im Durchschnitt bewohnen 241 Menschen jedes Dorf. Demirli (951), Savcılıbüyükoba (892), Kargınyenice (871), Ömerhacılı (825) und Çağırkan (818 Einw.) sind die größten Dörfer. Das kleinste Dorf der Provinz (Yağmurlu Sarıuşağı, 10 Einw.) ist in diesem Kreis ebenso beheimatet.

Die Bevölkerung besteht größtenteils aus Türken, doch findet sich in Kekilliali auch eine versprengte Ortschaft, die auf eine kurdische Siedlungsgründung zurückgeht.

## Geschichte
Auch wenn das heutige Stadtbild von Kaman keine historischen Bauwerke aufweist, ist die Gegend doch seit mehreren tausend Jahren besiedelt. 8 km von Kaman entfernt liegt in Richtung Kırşehir in dem Gebiet der Kleinstadt Çağırkan die Ausgrabungsstätte Kalehöyük mit Funden aus dem 3. vorchristlichen Jahrtausend bis in die osmanische Zeit. Seit dem Jahr 1986 führen dort unter Federführung des Türkischen Kulturministeriums (Kültür Bakanlığı) und des Japanischen Kulturzentrums für den Mittleren Osten japanische Archäologen Ausgrabungen durch. Neben der Ausgrabungsstätte befindet sich in einem im japanischen Stil angelegten Garten ein archäologisches Museum in Form eines Tumulus. In Würdigung der Tätigkeit der japanischen Archäologen und ihres Leiters, des Prinzen Mikasa trägt die Hauptstraße von Kaman, die aus dem Ortszentrum in Richtung Kırşehir führt (und an der Ausgrabungsstätte vorbeiführt), den Namen Prens Mikasa Caddesi (Prinz-Mikasa-Straße).
Ansonsten sind historische Bauwerke oder deren Überreste nur spärlich vorhanden. Aus byzantinischer Zeit finden sich die Ruinen der Festung von Ömerhacılı (Kuşkalesi, zu deutsch: Vogelburg) und die Kirche von Temirli (Demirli).
Kaman fand im Übrigen in der Geschichte keine besondere Erwähnung. Es teilte mit seiner Umgebung in der Regel die Geschichte des inneren Anatolien. In hellenistischer und römischer Zeit war das Gebiet Teil des Königreichs Kappadokien und der späteren römischen Provinz Cappadocia.
Kaman entwickelte sich wie viele türkische Städte erst in neuerer Zeit, im vergangenen 20. Jahrhundert zu seiner heutigen Bedeutung. Die Siedlung war im Jahr 1913 Verwaltungszentrum eines Bucak. Am 25. Dezember 1919 machte Mustafa Kemal Pascha auf seinem Weg vom Kongress von Sivas nach Ankara, dem zukünftigen Sitz des Repräsentativkomitees, in Kaman Station. An das Datum erinnert noch heute in Kaman ein Straßenname. Im Jahre 1924 wurde es zu einer Gemeinde (Belediye) erhoben. Zwanzig Jahre später wurde der heutige Kreis (İlçe) gebildet und Kaman dessen Hauptort. 1954 wurde die Provinz Kırşehir aufgelöst und der Kreis an die damals auch das Gebiet der heutigen Provinz Kırıkkale umfassende Provinz Ankara angeschlossen. Mit der Wiederherstellung der Provinz Kırşehir im Jahre 1957, wechselte auch der Landkreis Kaman wieder zurück an die Provinz. Die Einwohnerzahl des Kreises stieg zwischen 1950 und 1955 (beides Volkszählungsergebnisse von 48.055 auf 56.170), die der Stadt Kaman von 4833 auf 7349 Einwohner.

## Wirtschaft
Die Wirtschaft Kamans und seines Landkreises ist durch die Landwirtschaft geprägt. Hauptsächlich werden Getreide, Hülsenfrüchte, Futterpflanzen, Industriepflanzen, Gemüse und Obst angebaut. Insbesondere die in der ganzen Türkei bekannten Walnüsse von Kaman spielen eine bedeutende Rolle in der Wirtschaft des Landkreises. Neben der Haltung von Rindern, Schafen und Ziegen wird Geflügelzucht, Imkerei, Fischerei und Straußenzucht betrieben. Im Hirfanlı-Stausee finden sich in großer Zahl Süßwasserfische, wie Karpfen, Welse, Schleien, Zander und Hechte. Die Region von Kaman liegt weiter in einem alten Weinbaugebiet, das sich von Zentralkappadokien nach Nordwesten bis nach Ankara und Kalecik erstreckte. Heute spielt der Weinbau keine größere Rolle mehr.
Die gewerblichen Betriebe sind meist klein und dienen der Befriedigung des lokalen Bedarfs, wie eine Ziegelei, Betriebe für Landmaschinen und metallverarbeitende Betriebe. In den zum Landkreis gehörenden Kleinstädten Ömerhacılı und Hamit werden Steinbrüche für farbigen Marmor betrieben, deren Erzeugnisse auch exportiert werden. Außerdem gibt es Lagerstätten für Eisen, Zementgrundstoffe und Fluorit. Weiter werden in Kleinbetrieben und in Heimarbeit Teppiche und Kelims hergestellt.

## Sehenswürdigkeiten, Tourismus
Neben der Ausgrabungsstätte in Kalehüyük und den byzantinischen Überresten bietet auch die Staumauer des Hirfanlı-Stausees einen spektakulären Anblick. An den Ufern des Sees zeigen sich etwa in den Strandanlagen bei Savcılı Büyükoba oder bei Hirfanlı die Anfänge eines bescheidenen einheimischen Tourismus. Von Savcılı Büyükoba aus sind auch die bereits außerhalb des Kreises gelegene Thermalanlage von Karakurt bei dem Dorf Karalar in kurzer Zeit erreichbar. Die in die Jahre gekommene und anscheinend aufgegebene Anlage mit einem Motel verdeckt beim Blick von der Straße aus die dahintergelegenen Ruinen einer Karawanserei.
An Veranstaltungen ist das Walnussfest (Ceviz Festivali) in Kaman zu erwähnen. Es wird am ersten Samstag und Sonntag des Monats Oktober eines jeden Jahres gefeiert.

## Verkehr
Kaman liegt 52 km nordwestlich der Provinzhauptstadt Kırşehir an einer fast durchgehend vierspurig ausgebauten Straße (D260), die einer alten Handelsroute folgt und über Kaman hinaus über Karakeçili und Balâ weiter nach Nordwesten führt und südlich vom Gölbaşı auf die (alte) Hauptverkehrsstraße von Ankara über Aksaray nach Adana (E20) trifft. Die heutige Hauptverbindungsstraße von Kırşehir nach Ankara (die D765 von Ankara nach Kayseri) führt in einer Entfernung von 15 km im Norden an Kaman vorbei.
An die neue sechsspurige Otoyol 21, die auf einer anderen Trasse von Ankara über Niğde nach Adana führt, besteht über die D757 (Anschlussstelle „Acıkuyu“, K.8) eine Querverbindung zur D260.

## Söhne und Töchter der Stadt
- Mikail Arslan (* 1961), Politiker
- Kemal Ateş (* 1961), Schriftsteller
- Mehmet Budak (1945–2002), Politiker
- Mustafa Eşrefoğlu (* 1935), Politiker
- Bilal Gündoğdu (* 1994), Fußballspieler
- Recep Karabacak (* 1998), Fußballspieler
- Muhammet Tokmak (* 1972), Politiker